# Local Hero (álbum)
Local Hero es la primera banda sonora publicada por el líder de Dire Straits, Mark Knopfler, para la película homónima de Bill Forsyth. La música atrajo a muchos de los seguidores de Dire Straits y aún hoy en día es uno de los trabajos más reconocibles de Mark Knopfler. Mark Knopfler suele utilizar la pieza Going Home como cierre de la mayoría de sus conciertos.

## Pistas
1. The Rocks and the Water (3:30)
2. Wild Theme (3:38)
3. Freeway Flyer (1:47)
4. Boomtown (4:06)
5. Way It Always Starts (4:00)
6. The Rocks and the Thunder (0:45)
7. The Ceilidh and the Northern Lights (3:57)
8. The Mist Covered Mountains (5:13)
9. The Ceilidh: Louis' Favourite Billy's Tune (3:57)
10. Whistle Theme (0:51)
11. Smooching (4:58)
12. Stargazer (1:31)
13. The Rocks and the Thunder (0:40)
14. Going Home (Theme of the Local Hero) (4:55)

## Músicos
- Ed Bicknell - Batería
- Michael Brecker - Saxofón tenor
- Alan Clark - Teclados
- Alan Darby - Guitarra
- Eddie Gómez - Bajo
- John Illsley - Bajo
- Neil Jason - Bajo
- Steve Jordan - Batería
- Mark Knopfler - Sintetizador, guitarra y percusión
- Tony Levin - Bajo
- Hal Lindes - Guitarra rítmica
- Mike Mainieri - Marimba, vibráfono y voz
- Roddy Murray - Guitarra
- Gerry Rafferty - Voz
- Brian Rowan - Bajo
- Terry Williams - Batería
- Dale Winchester - Acordeón
- Mark Winchester - Violín
- Jimmy Yuill - Silbido

## Datos técnicos
- Josh Abbey - Ingeniero asistente
- Neil Dorfsman - Ingeniero
- Frank Griffin - Fotografía
- Bob Ludwig - Masterización
- Tim Palmer - Ingeniero asistente
- Phil Vinall - Ingeniero asistente
- Denis Waugh - Fotografía

- Datos: Q2266908